# Florencia, Chiapas
Florencia är en ort i Mexiko.   Den ligger i kommunen El Bosque och delstaten Chiapas, i den sydöstra delen av landet, 700 km öster om huvudstaden Mexico City. Florencia ligger 1 144 meter över havet och antalet invånare är 209.
Terrängen runt Florencia är kuperad åt nordväst, men åt sydost är den bergig. Runt Florencia är det ganska tätbefolkat, med 166 invånare per kvadratkilometer. Närmaste större samhälle är Simojovel de Allende, 14,1 km norr om Florencia. I omgivningarna runt Florencia växer i huvudsak städsegrön lövskog.